# 교관

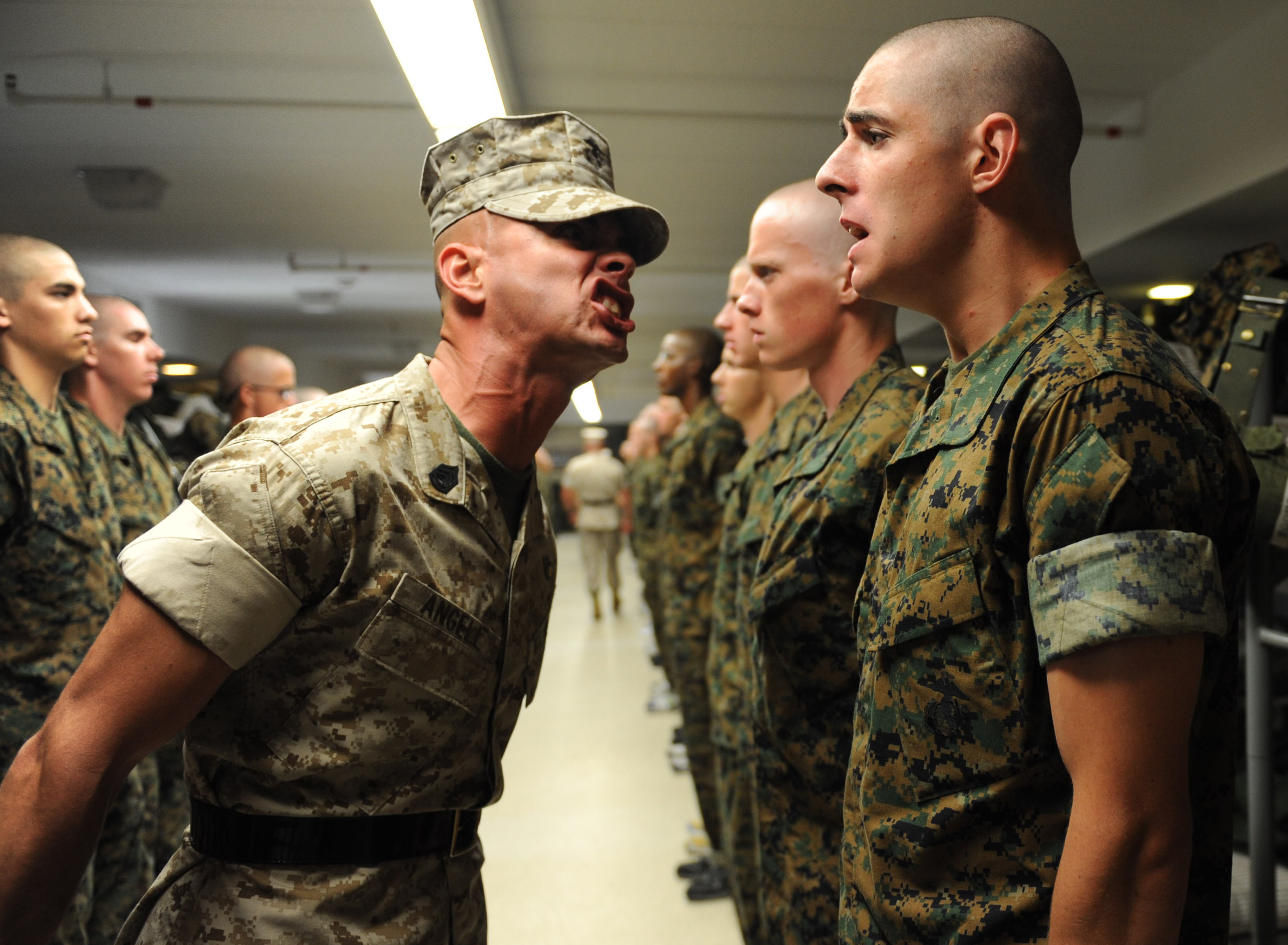
미국 해병대의 교관

교관(敎官, 영어: drill instructor, DI)은 군대 및 훈련소의 군사교육 및 기본군사훈련을 수행하는 병들을 훈련시키며 양성하는 군대의 간부이다. 예비군 훈련 시에는 예비군 교관이 훈련을 담당한다.

## 대한민국 국군 교관
교육양성 기관은 육군부사관 12주, 해군 및 해병대 훈련교관은 11주간의 군사훈련을 이수한다. 보통 부사관 하사~상사 정도가 교관을 맡으며, 상사 이상의 경우 행정보급관을 맡을 수 있다. 사관학교의 경우 대위~소령이 교관의 대부분을 차지한다.

## 같이 보기
- 군사훈련
- 훈련병